# Gyrophaena orientalis
Gyrophaena orientalis är en skalbaggsart som beskrevs av Embrik Strand 1938. Gyrophaena orientalis ingår i släktet Gyrophaena, och familjen kortvingar. Enligt den svenska rödlistan är arten otillräckligt studerad i Sverige. Arten förekommer i Svealand. Artens livsmiljö är skogslandskap.